# Israel Badminton Association
Die Israel Badminton Association ist die oberste nationale administrative Organisation in der Sportart Badminton in Israel. Der Verband wurde 1976 gegründet und hat seinen Sitz Tel Aviv-Jaffa.

## Geschichte
Bald nach seiner Gründung wurde der Verband Mitglied in der Badminton World Federation, damals als International Badminton Federation bekannt. 1996 trat man in den kontinentalen Dachverband Badminton Europe, zu der Zeit noch als European Badminton Union firmierend, ein. 1977 starteten die nationalen Titelkämpfe, 1975 schon die internationalen Titelkämpfe.

## Bedeutende Veranstaltungen, Turniere und Ligen
- Israel International
- Israelische Meisterschaft
- Israelische Mannschaftsmeisterschaft
- Israelische Juniorenmeisterschaft

## Bedeutende Persönlichkeiten
- Jeff Geffen – Gründungspräsident 1976
- Itzik Gabay – Präsident